# 剣持刀也
剣持 刀也（けんもち とうや）は、ANYCOLOR株式会社が運営するバーチャルライバーのグループ「にじさんじ」に所属する日本のバーチャルYouTuber、インフルエンサーである。

## 概要
キャラクターデザインはほーじろ、剣道部所属の男子高校生という人格および風貌となっている。
同じくにじさんじに所属する加賀美ハヤトや不破湊、甲斐田晴の3名とともに、男性ユニットROF-MAOを構成する。ROF-MAOとしてオリコン週間ランキング1位の楽曲を発表しているほか、個人でも楽曲を発表しており、アーティストとしての活動もみられる。
2021年にニュースサイト、インサイドで行われた、総投票数4500票以上のアンケート、「今推しているVtuberは誰ですか？推しポイントもあわせて募集！」おいて126票を獲得し2位となった。
また、2023年にLafaryが行ったアンケートにおいては「VTuber・配信者・歌い手」個人部門で1位となった。

## 来歴
2018年
- 3月、いちから株式会社（現：ANYCOLOR株式会社）が開催したバーチャルライブアプリ「にじさんじ」の公式配信声優第2次オーディションにて選出。
- 3月6日3時8分、にじさんじ公式バーチャルライバー2期生としてTwitterにて活動開始。
- 3月14日、ライブ配信アプリ「Mirrativ」にて初配信。

2020年
- 12月9日、自身初の単独イベント『虚空集会』をKT Zepp Yokohamaにて開催。

2021年
- 10月21日、同じにじさんじに所属する加賀美ハヤト、不破湊、甲斐田晴とともに4人組ユニット「ROF-MAO」のメンバーとしても活動することを発表。

2023年
- 3月7日、剣持刀也チャンネル(YouTube)でメンバーシップ開設。
- 6月11日、2回目のリアルソロイベント『虚空大戦』をKT Zepp Yokohamaにて開催。
- 9月6日、ファーストエッセイ『虚空教典』発売。

2024年
- 4月3日、チャンネル登録者数100万人を達成。にじさんじ所属VTuberとしては史上8人目となる。

## 人物
- 配信頻度はデビュー当初は3日に一度であったが、現在ではほぼ不定期配信である。配信の内容は雑談とゲーム実況が主となっている。
- VTuber、ラップ、漫画好きを公言[18]。特に漫画については家に3000冊以上所有してると語っており、特に好きな作品は『それでも町は廻っている』[19]。
- 彼自身の語るチャームポイントは「顎」、「媚びない・ブレないこと」[20]。
- のとく番〜アイは世界を繋ぐ〜 バーチャルYouTuberランキング 5位（2018年）[21]
- VTuberとしての活動を始めた理由は「好きが高じてこの世界に混ざってみたいと思ったから」で、活動する上で強く意識していることは「”趣味”の範囲から抜け出さないようにすること」
- 「虚空教」を率いていると自称しており、メンタルを強く保つ考え方を説いている。[18]。

## モデル
Live2D用モデル、3Dモデル、キービジュアルの3種類が存在する。

### Live2D用モデル
- チャンネル登録者5万人記念衣装（道着）、夏服衣装（私服）を公開（2018年7月17日）
- ハロウィン限定パーツ「包帯」を実装（2018年10月23日）
- ハロウィン衣装を公開（2018年10月27日）
- クリスマス衣装を公開（2018年12月10日）
- 正月衣装を公開（2019年1月2日）
- にじさんじ2.0にアップデート[22]（2019年1月4日）
- 新衣装（つなぎ）を公開（2020年8月1日）
- 新衣装（ヒップホップ）を公開[23]（2021年8月14日）
- 夏用制服衣装を公開[24]（ベスト着用／非着用の2パターン）（2021年12月5日）
- 通常衣装の竹刀ケースが着脱可能になったことを公開（2021年12月5日）
- ROF-MAO衣装を公開[25]（2022年6月9日）
- にじさんじ3.0へのアップデートと、それに伴う表情差分（4種類）を公開（2022年11月14日）

- 新衣装の軍服を公開(2023年8月23日)
- 新衣装の冬用制服を公開（2023年12月17日）

- 司会（実況/解説）用の衣装を公開（2024年9月21日）

- 新衣装の冬私服を公開（2024年12月8日）

### 3Dモデル
- 3Dモデルを公開（2018年10月15日）
- にじ3Dを公開（2019年4月1日）
- 新3Dモデルを公開（2019年8月12日）
- ROF-MAO衣装版3Dモデルを公開[26]（2022年7月27日）
- FANTASIA(共通衣装)版3Dモデルを公開（2022年10月1日）
- にじフェス2022(Tシャツ)版3Dモデルを公開（2022年10月2日）
- 新衣装コンテスト版3Dモデルを公開（2023年6月11日）、フード差分を公開（2025年6月1日）
- ROF-MAO2周年衣装版3Dモデルを公開（2024年4月21日）

### キービジュアル
- キービジュアルを公開[27]（2019年6月9日）
- 新キービジュアルを公開[28]（2021年8月23日）
- ROF-MAOキービジュアルを公開[29]（2021年10月31日）

## ユニット
企画などに伴う公式のものと、私的に組まれた非公式のものに大別される。
| ユニット名   | メンバー                                                   | 備考 |
| ------------ | ---------------------------------------------------------- | --- |
| にじくじ7    | 月ノ美兎、樋口楓、静凛、える、剣持刀也、家長むぎ、物述有栖 | 「にじさんじのくじじゅうじ」の放送に伴い結成。 |
| もちのわーる | 剣持刀也、葛葉、叶                                         | 「京と秋のにじさんじ もちのわーる男子旅」の開催に伴い結成（厳密には他2人のゲストとしての出演）。                                                                                       |
| VACHSS       | 剣持刀也、葛葉、叶、夢追翔、 加賀美ハヤト、 不破湊         | 「にじFes2021 VACHSSステージ」の開催に伴い結成。 |
| ROF-MAO      | 剣持刀也、加賀美ハヤト、不破湊、甲斐田晴                   | 名前の由来はROFL(rolling on the floor laughing=床の上を笑いながら転げまわる)+LMAO(laughing my ass off=大笑い、爆笑)。男女問わず愛される「面白くてカッコイイユニット」を目指している 。 |

| ユニット名       | メンバー                                                  | 備考 |
| ---------------- | --------------------------------------------------------- | --- |
| †咎人†           | 剣持刀也、伏見ガク                                        | デビュー時期が同じ2人によるユニット。名前の由来は剣持刀也の「ト」、伏見ガクの「ガ」。                                                                            |
| トリガー         | 剣持刀也、夕陽リリ、伏見ガク                              | デビュー時期が同じ3人によるユニット。名前の由来は剣持刀也の「ト」、夕陽リリの「リ」、伏見ガクの「ガ」。                                                          |
| ハッピートリガー | 剣持刀也、夕陽リリ、伏見ガク、家長むぎ                    | デビュー時期が同じ4人によるユニット。上記の「トリガー」に家長むぎを加えたもの。                                                                                  |
| 漢組             | 渋谷ハジメ、鈴谷アキ、剣持刀也、伏見ガク、ギルザレンIII世 | 名前の由来は渋谷ハジメ、鈴谷アキの「初代漢組」より。 |
| 刀ピー           | 剣持刀也、ピーナッツくん                                  | 毎年クリスマスにオフコラボ配信が行われ、その度毎に「刀ピークリスマスのテーマソング」という、二人の関係を題材にしたラップ楽曲がピーナッツくんによって披露される。 |
| もちもち         | 剣持刀也、椎名唯華                                        | 名前の由来は剣持刀也の「持」、椎名唯華の愛称「大福」にちなんだ「餅」を合わせたもの。ホラーゲームの配信を主としている。                                           |
| 本間ノ葛也       | 本間ひまわり、月ノ美兎、葛葉、剣持刀也                    | 名前の由来は本間ひまわりの「本間」、月ノ美兎の「ノ」、葛葉の「葛」、剣持刀也の「也」を合わせたもの。                                                             |

## 企画
剣持刀也のSharpness Radio（2018年6月9日 - 2019年8月27日、2021年4月17日 - YouTube ）
2018年6月から剣持刀也のYouTubeチャンネルで配信されるラジオ形式の企画配信。通称「しゃぷらじ」。放送時間は1時間ほど。リスナーから寄せられたお便りに、剣持とゲストが回答する。「剣持が斬る!」「バーチャルラップバトル」等のコーナーがある。
配信リスト
| 配信日         | タイトル                             | ゲスト                              | アーカイブ    |
| -------------- | ------------------------------------ | ----------------------------------- | ------------- |
| 2018年6月9日   | 剣持刀也のSharpness Radio 【第1回】  | なし                                | = cJjniTF2f6Q |
| 2018年6月23日  | 剣持刀也のSharpness Radio 【第2回】  | なし                                | = uRHG8Kp7gtM |
| 2018年7月23日  | 剣持刀也のSharpness Radio 【第3回】  | なし                                | = XLM8GrDLHic |
| 2018年8月11日  | 剣持刀也のSharpness Radio 【第4回】  | 甲賀流忍者!ぽんぽこ、ピーナッツくん | = TnLwAaAfVoQ |
| 2018年8月23日  | 剣持刀也のSharpness Radio 【第5回】  | なし                                | = 17          |
| 2018年9月9日   | 剣持刀也のSharpness Radio 【第6回】  | なし                                | = 17          |
| 2018年9月25日  | 剣持刀也のSharpness Radio 【第7回】  | なし                                | = 16          |
| 2018年10月11日 | 剣持刀也のSharpness Radio 【第8回】  | 月ノ美兎                            | = 15          |
| 2018年10月23日 | 剣持刀也のSharpness Radio 【第9回】  | なし                                | = 14          |
| 2018年11月23日 | 剣持刀也のSharpness Radio 【第10回】 | なし                                | = 13          |
| 2018年12月23日 | 剣持刀也のSharpness Radio 【第11回】 | 道明寺晴翔                          | = 12          |
| 2019年1月23日  | 剣持刀也のSharpness Radio 【第12回】 | なし                                | = 11          |
| 2019年2月24日  | 剣持刀也のSharpness Radio 【第13回】 | なし                                | = 10          |
| 2019年4月14日  | 剣持刀也のSharpness Radio 【第14回】 | 椎名唯華                            | = 9           |
| 2019年5月1日   | 剣持刀也のSharpness Radio 【第15回】 | 葛葉                                | = 7 [15]      |
| 2019年5月24日  | 剣持刀也のSharpness Radio 【第16回】 | なし                                | = 6 [16]      |
| 2019年6月30日  | 剣持刀也のSharpness Radio 【第17回】 | ばあちゃる                          | = 5 [17]      |
| 2019年7月29日  | 剣持刀也のSharpness Radio 【第18回】 | なし                                | = 4 [18]      |
| 2020年5月17日  | 剣持刀也のSharpness Radio 【第19回】 | おめがシスターズ                    | = 3 [19]      |
| 2021年4月18日  | 剣持刀也のSharpness Radio 【第20回】 | 鈴鹿詩子                            | = 2 [20]      |
| 2021年8月11日  | 剣持刀也のSharpness Radio 【第21回】 | キズナアイ                          | = 2 [21]      |

## 出演

### テレビ
- にじさんじのくじじゅうじ（2018年10月17日[34] - 2019年3月27日、2022年2月3日、AbemaTV ウルトラゲームス）[34]
- NHKバーチャルのど自慢（2019年1月2日、NHK総合）[35]
- バーチャルさんはみている（2019年1月9日 - 3月27日、TOKYO MX）（第1話[36]、第7話[37]、第9話[38]）
- THE遊び王決定戦（2023年6月23日  、DMM TV）[39]
- おはスタ（2024年10月23日、テレビ東京）[40]（ROF-MAOでのTV生出演、『情熱的ボーイ』テレビ初披露）
- NIJISANJI COUNTDOWN LIVE 2024→2025（2024年12月31日、TOKYO MX）

### ラジオ
- 60TRY部（2019年7月12日、ラジオ日本） - ゲスト出演
- だいたいにじさんじのらじお（2020年1月5日・8月30日・9月6日 - 9月27日、2021年1月3日　超!A&G+） - 2020年1月5日・8月30日、2021年1月3日はゲスト出演、9月6日 - 9月27日は9月マンスリーパーソナリティとして出演

### 雑誌
- コンプティーク（KADOKAWA）
  - 7月号（2018年6月9日発売）
  - 8月号（2018年7月10日発売）
  - 2019年4月号（2019年3月9日発売）
- PASH!（主婦と生活社）
  - 2018年12月号（2018年11月10日発売）
  - 2019年4月号（2019年3月9日発売）
  - 2019年5月号（2019年4月10日発売）
- 2D☆STAR  (別冊JUNON、主婦と生活社）
  - Vol.12（2018年9月28日発売）
  - Vol.13 （2018年12月25日発売）
  - Virtual（2019年8月2日発売）[41]
  - Virtual2（2020年1月31日発売）
- アニメージュ 2020年7月号（徳間書店、2020年6月10日発売）
- 日経エンタテインメント!2022年6月号（日経BP社、2022年5月2日発売）
- VTuberスタイル 2023年5月号（アプリスタイル、2023年4月28日発売）
- ダ・ヴィンチ 2023年12月号（虚空教典の試し読み）

### 公式番組
- マリオカートキズナアイ杯（2018年7月20日、YouTube）主催はキズナアイ
- 雀魂「一周年大感謝杯」（2020年5月16日、YouTube）主催は株式会社Yostar
- 雀魂「郡道美玲の雀魂ハイスクール」（2020年6月29日 YouTube） - 第1回ゲスト出演
- 雀魂「バーチャルインターハイ」（2020年11月23日、YouTube）主催は株式会社Yostar
- 雀魂「にじたま」（2023年11月14日、YouTube）三十七局目ゲスト出演

### ANYCOLOR株式会社
にじさんじ公式番組
- にじさんじMIX UP!! 1 (天の声) (2018年10月7日)
- にじさんじMIX UP!! #4.5 クリスマス特番（2018年12月24日）
- にじさんじコミケ特別配信（2018年12月29日）
- 2月3日を「にじさんじの日」ってことにしました。【緊急特番】（2019年2月3日）
- にじさんじMIX UP!! #12（2019年2月18日）
- 1次元オーディション2459件を開封する放送（2019年4月15日）
- 深夜の声劇⑤（2019年4月21日）
- にじさんじ みっくすあっぷ Season2 #8（2019年12月12日）
- ヤシロ&ササキのレバガチャダイパン（2020年4月10日・4月17日、共同テレビジョン） - 第1、2回ゲスト出演
- まとめニュース番組爆誕！情報番組のはずがまさかの展開に！？ 【ツキイチ！にじさんじ】【罰ゲーム有り】【切り抜き】Vtuber（2020年5月23日）
- クイズバラエティ『にじクイ』　(2020年12月13日＆2021年08月17日&2022年5月3日 YouTube) - 第1回、増刊号、第22回(GWスペシャル)ゲスト出演
- 夏休み特別企画　にじヌ→ン（2021年8月16日 , 23日 ） - 月曜日レギュラー出演
- にじさんじのB級バラエティ(仮)（2021年8月24日 , 2022年4月27日） - 第17回、第29回、第30回ゲスト出演
- 木10!ろふまお塾（2021年10月21日 - ）- レギュラー出演
- 冬休み特別企画　にじヌ→ン（2021年12月27日 ,2022年1月1日 , 3日　） - 月曜日レギュラー出演
- にじさんじのくじじゅうじ　一夜限りの復活　SP！　(2022年2月3日)
- にじPOWER Gaming！ (2022年4月28日)
- 第2回「にじフェス2022実行委員会だより」(ROF-MAOで出演) (2022年6月5日)
- ゲームる？ゲームる！ -第6回、第75回、第76回ゲスト出演　(2022年6月8日)(2023年11月29日、12月6日)
- 【8/21(月)号】夏休み特別企画『にじヌ→ン』2023 ゲスト出演(2023年8月21日)
- 【#年越しにじ34】にじ3→4 年越し特番 ～喋ろう！歌おう！ゲームしよう！～ (2023年12月31日)
- にじさんじ６周年！ゲーム&バラエティ2DAYSオールスター大決戦 【#にじさんじ6周年】(2024年2月3日、2月4日）
- 【新番組】剣持＆イブラヒム史上最高の全力！？マリパとあっち向いてホイで遊ぶ！ LOCK ON FLEEK  #ロクフリにじさんじ　-ゲスト出演（2024年7月5日）
- 夏休み特別企画『にじヌ→ン』【 #にじヌーン 】（2024年8月14日、8月21日）- 水曜レギュラー出演
- 【8/28(水)増刊号】夏休み特別企画『にじヌ→ン』【 #にじヌーン 】- 水曜レギュラー出演
- 【重大告知あり!?】歌ってほしい曲No.1を当てるまで帰れない！？にじさんじカラオケ祭 #にじカラオケ祭（2024年9月8日）
- 「このデスゲームはフィクションです」番外編 #剣持デスゲーム番外編　（2024年9月16日）
- 新スタジオ設立記念！総勢50名のライバーによる大型特番！ #にじさんじ大感謝祭（2024年10月19日） - パネラー出演
- #にじフェス2025 実行委員会だより（2024年11月8日）
- 北海道から即沖縄！総移動距離7000kmの日本制覇旅！「Google Pixel presents ROUTE2434」 #にじPixel　（2024年12月26日）
- 本当にスーパーエリートなんですか！？第5回にじさんじ新人ライバー面談【#にじ新人面談】- 先輩ライバーとして出演（2025年4月25日）

にじさんじ企画大会
- マリオカートにじさんじ杯 - 第1回（2018年12月16日、2019年1月8日）、第2回（2019年12月21日、27日）、第3回（2020年12月19日、26日）、第4回（2021年12月18日 - 19日、26日)、第5回　(2022年12月11日、18日)全てYouTube）主催
- 剣盾にじさんじ杯（2019年11月23日、YouTube）
- にじさんじ最強雀士決定戦（2020年4月12日、2020年4月18日、YouTube）主催は株式会社Yostar
- にじさんじテトリスNo.1決定戦（2020年5月4日、YouTube）
- にじさんじ甲子園（2020年7月26日、2020年8月15日、2020年8月16日、2020年8月30日、YouTube）
- にじさんじ　じゃんけん大会　(2020年12月12日、YouTube)
- 新春！にじさんじ麻雀杯2021 （2021年1月9日、YouTube）主催は株式会社Yostar
- 虹海賊王決定戦　（2021年10月16日、YouTube）
- 新春！にじさんじ麻雀杯2022 （2022年1月8日、2022年1月9日、YouTube）主催は株式会社Yostar
- 新春！にじさんじ麻雀杯2023 （2023年1月7日、YouTube）主催は株式会社Yostar
- 第１回おえもりにじさんじ杯【おえかきの森】（2023年3月4日、YouTube）主催
- にじさんじ甲子園2023（2023年7月1日、2023年8月12日、2023年8月13日、2023年8月19日、YouTube）
- 新春！にじさんじ麻雀杯2024 （2024年1月6日、7日YouTube）主催は株式会社Yostar
- 【公式】くずはかっぷ in TABS【#くずはかっぷinTABS】(2024年3月22日)
- 【マリオカート8DX】第6回マリオカートにじさんじ杯【#マリカにじさんじ杯】（2024年5月5日、5月6日）
- にじさんじ麻雀杯〜第4回 花鳥風月戦〜【#にじさんじ花鳥風月戦】（2024年6月16日）

スマートフォンアプリ
- にじめぐり〜にじさんじの街巡り〜（いちから株式会社）
  - にじさんじの街めぐり【両国編】（2019年12月1日 - 12月31日）
  - にじさんじの街めぐり【京都編】[42][43]（2020年9月17日[44] - 2021年1月15日）

### ニコニコ生放送
- バーチャル大晦日2018〜みんなで年越しブイっとね！〜（2018年12月31日）
- 『バーチャルのど自慢』裏実況特番（2019年1月2日）
- 【無料動画】イベント直前 「にじさんじ Music Festival」突撃リポート（2019年10月2日）
- 【前半】「にじさんじ Music Festival ~Powered by DMM music~」最速感想放送（2019年10月2日）
- 【剣持刀也のチャレンジクッキング】町Vtuberロケ2019 in 沖縄県うるま市（2019年10月18日）
- 「にじさんじのハッピーアワー！！」第4回(2019年11月5日)
- 「Virtual to Live in 両国国技館 2019」最速感想放送（2019年12月8日）
- 【#8】にじさんじ みっくすあっぷ Season2 アフタートーク（2019年12月12日）
- 【.LIVE、ホロライブ、にじさんじ】Vtuberライブイベント特別上映会（2020年2月7日）
- 【福岡公演】イベント直前「にじさんじ JAPAN TOUR 2020 Shout in the Rainbow！」突撃リポート（2020年2月13日）
- 【福岡公演】「にじさんじ JAPAN TOUR 2020 Shout in the Rainbow！」最速感想放送（2020年2月13日）
- 【追加難波公演】イベント直前「にじさんじ JAPAN TOUR 2020 Shout in the Rainbow！」突撃リポート（2020年4月5日）
- 【追加難波公演】「にじさんじ JAPAN TOUR 2020 Shout in the Rainbow！」最速感想放送（2020年4月5日）
- 「にじさんじのハッピーアワー！！」　第17回　(天の声) (2020年8月5日)
- 【DAY1】「京と秋のにじさんじ もちのわーる男子旅」イベント直前突撃リポート（2020年9月18日）
- 【DAY1】「京と秋のにじさんじ もちのわーる男子旅」最速感想放送（2020年9月18日）
- petit fleurs 1st LIVE『リシアンサス』ライブ直前突撃リポート（2020年11月20日）
- 【にじさんじ＿森中花咲・御伽原江良】petit fleurs 1st LIVE『リシアンサス』最速感想放送（2020年11月20日）
- 剣持刀也リアルソロイベント【虚空集会】ライブ直前突撃リポート(2020年12月9日)
- 剣持刀也リアルソロイベント【虚空集会】 最速感想放送（2020年12月9日)
- 【にじFes2021】「にじさんじ Anniversary Festival 2021 前夜祭 feat.FLOW」イベント直前突撃リポート (2021年2月26日)
- 【にじFes2021】「にじさんじ Anniversary Festival 2021 前夜祭 feat.FLOW」最速感想放送　(2021年2月26日)
- 【にじFes2021】【Day2】「にじFes2021 ド葛本社ステージ」 最速感想放送 (2021年2月28日)
- 【にじFes2021】【Day2】「にじFes2021 VACHSSステージ」 最速感想放送　(2021年2月28日)
- 「にじさんじのハッピーアワー！！」　第36回　(2021年4月6日)
- 【にじさんじアワーFestival　第1部　だいたいにじさんじのらじお】(2021年5月28日)
- 【にじさんじ AR STAGE "LIGHT UP TONES"】【Day2】「にじさんじ AR STAGE "LIGHT UP TONES"」 イベント直前突撃リポート　(2021年8月1日)
- 【にじさんじ AR STAGE "LIGHT UP TONES"】【Day2】「にじさんじ AR STAGE "LIGHT UP TONES"」 最速感想放送　(2021年8月1日)
- 【initial step in　NIJISANJI】イベント直前突撃リポート　(2021年10月31日)
- 【initial step in　NIJISANJI】最速感想放送　(2021年10月31日)
- 月ノ美兎1stワンマンライブ「月ノ美兎は箱の中」イベント直前突撃リポート(2021年11月16日)
- 「にじさんじのハッピーアワー！！」　第59回　(2022年3月29日)
- 「にじさんじのハッピーアワー！！」　見納め特番　(2022年5月7日)
- 「にじさんじのTOY BOX！」　第7回　(2022年8月8日)
- にじさんじ 4th Anniversary LIVE 『FANTASIA』Day2 最速感想放送 (2022年10月1日)
- 【#にじフェス2022_Day2】にじさんじのB級バラエティ（仮）ステージ　～後悔収録惨次元～　(2022年10月2日)(声のみ)
- 『にじさんじユニット歌謡祭2022』-総合司会(DAY1、DAY2は歌唱参加兼任) (2022年12月29日-31日)
- 剣持刀也　リアルソロイベント【虚空大戦】集会会場突撃リポート(2023年6月11日)
- 剣持刀也　リアルソロイベント【虚空大戦】 最速感想放送（2023年6月11日)
- にじさんじオフィシャルニコニコチャンネル4周年記念特番～私利私欲企画を賭けて争え！チーム対抗いろいろバトル！～（2023年10月15日）
- 「にじさんじのTOYBOX！」第49回（2024年5月15日）
- このデスゲームはフィクションです（2024年9月7日）

### リアルイベント
- にじさんじ公式オフ会『運営と話す会』（2018年5月26日）
- ニコニコ町会議全国ツアー2018「町バーチャルキャスト2018 in 秋田県由利本荘市 やしま夏祭り」（2018年7月28日）
- ニコニコ町会議全国ツアー2018「町バーチャルキャスト2018 in 岩手県岩手町 岩手町夏祭り」（2018年8月14日）
- 月ノ美兎の夏休み〜課外授業編〜 ビデオメッセージ出演（2018年8月17日）
- VtuberLand! にじさんじDays 特別ホールイベント（2018年9月24日、よみうりランド 日テレらんらんホール） - 天の声として出演
- 町バーチャルキャスト2018 in 山口県周南市 萌えサミット（2018年10月4日）
- REALITY Festival :connect（2018年12月17日）
- ニコニコ超会議2019 【Day1】スペシャルトークステージ②（2019年4月27日）
- ニコニコ超会議2019 バーチャルさんがいっぱい スペシャルバーチャライブ DAY2（2019年4月28日、幕張メッセ）
- にじさんじ Music Festival 〜Powered by DMM music〜（2019年10月2日、幕張メッセイベントホール）
- ニコニコ町会議全国ツアー2019「町Vtuberカー2019 in 沖縄県うるま市」（2019年10月19日）
- Virtual to Live in 両国国技館 2019（2019年12月8日、両国国技館）
- にじさんじ JAPAN TOUR Shout in the Rainbow! 福岡公演（2020年 2月13日、Zepp Fukuoka）
- 京と秋のにじさんじ もちのわーる男子旅（2020年 9月18日、ロームシアター京都）
- 剣持刀也リアルソロイベント【虚空集会】（2020年 12月9日、KT Zepp Yokohama）
- にじさんじ Anniversary Festival 2021（2021年2月27日・2月28日、東京ビッグサイト 青海展示棟A&Bホール）
- にじさんじアワーFestival　第1部　だいたいにじさんじのらじお　(2021年5月28日、Zepp DiverCity)
- にじさんじ AR STAGE "LIGHT UP TONES" 【Day2】 (2021年8月1日)
- にじさんじ 4th Anniversary LIVE 「FANTASIA」振替公演 Day2 (2022年10月1日、幕張メッセ4ホール)
- 剣持刀也　リアルソロイベント【虚空大戦】（2023年 6月11日、KT Zepp Yokohama）
- にじさんじ 5th Anniversary LIVE 「SYMPHONIA」Day1（2023年12月23日、東京ビッグサイト）

## ディスコグラフィ

### 音楽作品
| 発売日         | 曲名            | 歌 | 作詞・作曲・編曲                                                           | 収録CD                                                                         | 備考                                                                |
| -------------- | --------------- | --- | -------------------------------------------------------------------------- | ------------------------------------------------------------------------------ | ------------------------------------------------------------------- |
| 2019年8月20日  | Virtual to Live | 月ノ美兎、静凛、樋口楓、える、剣持刀也、森中花咲、シスター・クレア、緑仙、ドーラ、本間ひまわり、鷹宮リオン、ジョー・力一                    | kz                                                                         | （デジタルシングル）                                                           |                                                                     |
| 2019年11月27日 | I'm gonna be OK | 咎ノワール（叶、葛葉、剣持刀也、伏見ガク）                                                                                                  | 作詞 - Shogo 作曲 - Shogo , 早川博隆 編曲 - 早川博隆                       | にじさんじMusic MIX UP!!                                                       |                                                                     |
| 2020年10月28日 | ラストダンス    | 剣持刀也 | 作詞・作曲 - Eve                                                           | Prismatic Colors                                                               | Eveのカバー                                                         |
| 2020年10月28日 | 女々しくて      | 卯月コウ、剣持刀也、シェリン・バーガンディ                                                                                                  | 作詞・作曲 - 鬼龍院翔                                                      | Prismatic Colors にじさんじオフィシャルストア予約特典CD                        | ゴールデンボンバーのカバー                                          |
| 2021年2月25日  | 虹色のPuddle    | 三枝明那、フレン・E・ルスタリオ、加賀美ハヤト、樋口楓、葛葉、夜見れな、鷹宮リオン、緑仙、笹木咲、星川サラ、シェリン・バーガンディ、剣持刀也 | 作詞 - KOHSHI ASAKAWA KEIGO HAYASHI（FLOW） 作曲 - TAKESHI ASAKAWA（FLOW） | （デジタルシングル）                                                           | 「PALETTEプロジェクト」の2曲目                                      |
| 2021年7月19日  | Sharpness...    | 剣持刀也 | 作詞・作曲・編曲 - nozakita kazumi                                         | BD「剣持刀也リアルソロイベント【虚空集会】」にじさんじオフィシャルストア特典CD | ・ 2018年3月27日公開のファンメイド楽曲のカバー ・ライブ版音源の収録 |
| 2024年2月21日  | 【虚空楽章】    | 剣持刀也 | 作詞・作曲・編曲 - nozakita kazumi （一部剣持オリジナルラップ）            | 剣持刀也リアルソロイベント【虚空大戦】 虚空教特別版 (Blu-ray) 封入特典         | ・オリジナルサウンドトラック ・虚空大戦Ver.のSharpness...収録       |

#### 未発売
- さらばかゆみ with 剣持（歌：月ノ美兎・剣持刀也、2019年7月16日公開）- 池田模範堂「デリケアエムズ」とのコラボ楽曲。コーラスを担当。

### 映像作品
| 発売日         | タイトル                                                | ジャンル |
| -------------- | ------------------------------------------------------- | -------- |
| 2020年01月29日 | にじさんじ Music Festival 〜Powered by DMM music〜      | BD       |
| 2020年04月27日 | Virtual to LIVE in 両国国技館 2019                      | BD       |
| 2020年10月28日 | にじさんじ JAPAN TOUR 2020 Shout in the Rainbow!        | BD       |
| 2021年07月19日 | 剣持刀也リアルソロイベント【虚空集会】                  | BD       |
| 2021年10月25日 | にじさんじ Anniversary Festival 2021 -VACHSSステージ-   | BD       |
| 2021年12月15日 | にじさんじ "LIGHT UP TONES"                             | BD       |
| 2022年12月14日 | Kuzuha ＆ Kanae ＆ ROF-MAO Three-Man LIVE「Aim Higher」 | BD       |
| 2023年 7月26日 | にじさんじ 4th Anniversary LIVE「FANTASIA」             | BD       |
| 2023年 9月13日 | 虚空教典限定版 「虚空集会」四天王3D対談                 | BD       |
| 2024年 2月21日 | 剣持刀也リアルソロイベント【虚空大戦】                  | BD       |
| 2024年10月16日 | にじさんじ 5th Anniversary LIVE 「SYMPHONIA」           | BD       |

## タイアップ・コラボレーション
2018年
- にじさんじ×Mirrativ にじさんじQ（5月27日）
- ハンゲーム にじさんじ×あつまれ！おえかきの森（6月12日 - 6月24日）
- よみうりランド VtuberLand! にじさんじDays（9月24日 - 9月30日）
- ニコニコ本社 にじさんじ×ニコカフェ（10月9日 - 10月22日）

2019年
- 池田模範堂 デリケアエムズ 股間大学オープンキャンパス特別授業（6月20日）
- にじさんじ×サンリオキャラクターズカフェ in Strawberry Cafe & Dining（8月8日 - 9月1日）

2020年
- 集英社 ニジマンガ編集会議（7月23日）
- 池田模範堂 デリケアエムズ 全国股間オープン模試（7月27日）
- eBASEBALLプロリーグ 特別生配信「にじさんじのeBASEBALL観戦部屋」セ・リーグの部（12月5日）

2021年
- ファミリーマート にじさんじホワイトデーキャンペーン（2月15日 - ）
- 池田模範堂 デリケアエムズ #青春股間ナイン （8月17日）

2022年
- 楽天コレクション セ・リーグ6球団×にじさんじ（7月19日 - ） - 東京ヤクルトスワローズとのコラボを担当

2023年
- 日清焼そばU.F.O. #UFO剣持ポスターコンテスト (4月7日 - 6月12日)
- にじさんじ 4Days LIVE キャンペーン × まねきねこ (6月7日 - 6月30日)
- スイーツパラダイス × にじさんじ(第7弾) (7月1日 - 8月6日)
- リアル脱出ゲーム×にじさんじ 「次元交わる学級会からの脱出」（7月27日 - 2024年3月3日)
- にじさんじ×極楽湯・RUKU SPA「ととのうにじさんじ」(11月1日 - 12月3日)

2024年
- UN-DIMENSION vol.4 Amamiya Kokoro / Kenmochi Toya collection（5月29日 - 6月18日）
- 株式会社デザインココ「にじさんじ 剣持刀也 1/7スケールフィギュア」(予約期間：7月5日 - 8月4日、発売日：2025年6月予定、完全受注生産)
- ねんどろいど 剣持刀也（予約期間：9月13日 - 10月23日、2025年2月発送予定）

- ディズニー映画『モアナと伝説の海』金曜ロードショー同時視聴（11月22日）[60]